# Karl-Georg Blume
Karl-Georg Blume (* 10. April 1937 in Schwelm; † 9. Januar 2013 in Palo Alto) war ein deutsch-amerikanischer Hämatologe.

## Leben
Sein Medizinstudium absolvierte er in Bonn und Freiburg. Er promovierte 1963 mit einer enzymchemischen Arbeit. Er war Medizinalassistent an Krankenhäusern in Schwelm, Leverkusen, Duisburg und Freiburg. Ein Forschungsjahr verbrachte er in der biochemischen Abteilung des Instituts für Humangenetik in Freiburg. An der Poliklinik der Universität Marburg bildete er sich bei G. W. Löhr weiter. Mit Löhr ging er nach Freiburg, wo er 1970 habilitierte. Ab 2003 besaß er die doppelte Staatsbürgerschaft von Deutschland und den USA.
Er war verheiratet und hatte zwei Kinder.

## Wirken
Bei einem Kongress lernte er Ernest Beutler kennen, den damaligen Leiter einer Abteilung für molekulare und experimentelle Medizin am City of Hope Medical Center. Beutler lud Blume zu einem Sabbatical-Jahr von 1971 bis 1972 nach Amerika ein. Danach setzte Blume in Freiburg seine Forschungen über die Enzymchemie der Blutzellen fort. Im Jahr 1975 wurde er von Beutler für den Aufbau eines Knochenmarktransplantationsprogramms am City of Hope Hospital rekrutiert. Blume führte die ersten Transplantationen durch, veröffentlichte zahlreiche wissenschaftliche Arbeiten und wurde im Jahr 1978 zum Direktor der Abteilung für Hämatologie und BMT am Medical Center in Duarte ernannt.
1987 wurde er Direktor des BMT-Programms der Stanford University. Er war als BMT-Vorsitzender der Southwest Oncology Group tätig und war Mitherausgeber zahlreicher Fachzeitschriften. 1994 gründete er die American Society of Blood and Marrow Transplantation mit. Er emitierte 2003 und betätigte sich als Berater des Krebsforschungsprogramms des Stanford University Cancer Center.

## Veröffentlichungen (Auswahl)
- Darstellung und Eigenschaften von chemisch und enzymatisch gewonnenem 2-[α-Hydroxyäthyl]-Thiaminpyrophosphat "Aktiver Acetaldehyd". Freiburg i. B., Freiburg 1963.
- Anleitung für die hämatologische und klinisch-chemische Labordiagnostik. Leipzig 1966.[2]

## Ehrungen
- 1971: Heilmeyer-Medaille in Silber
- 1981: Mitglied des American College of Physicians
- 1994: Mitglied des Association of American Physicians
- 2001: Ehrenmitglied der American Society of Blood and Marrow Transplantation
- 2003: lebenslanger Ehrenangehöriger der Fakultät Stanford University Cancer Center[2]
- 2003: Ehrenmitglied der Deutschen Gesellschaft für Hämatologie und Medizinische Onkologie[3]
- 2010: Ehrenmitgliedschaft der European Group for Blood and BMT[2]
- 2011: Mechtild-Harf-Wissenschaftspreis der Deutschen Knochenmarkspenderdatei DKMS[2][4]